# Avapessa
Avapessa (en cors Avapessa) és un municipi francès, situat a la regió de Còrsega, al departament d'Alta Còrsega. L'any 1999 tenia 65 habitants.

## Demografia
| 1962 | 1968 | 1975 | 1982 | 1990 | 1999 |
| ---- | ---- | ---- | ---- | ---- | ---- |
| 39   | 73   | 70   | 57   | 65   | 65   |

## Administració
| Període   | Identitat             | Partit | Qualitat |  |
| --------- | --------------------- | ------ | -------- |  |
| 2001-2008 | Christian Reboul      |        |          |  |
| 2008-     | Marie-Josée Salvatori |        |          |  |